# بیتمپ برادرز
بیتمپ برادرز (انگلیسی: The Bitmap Brothers) شرکت بازی ویدئویی بریتانیایی است، که در سال ۱۹۸۷ تأسیس شد.